# Zonkamskivling
Zonkamskivling (Amanita battarrae) är en svampart som först beskrevs av Jean Louis Emile Boudier, och fick sitt nu gällande namn av Marcel Bon 1985. Zonkamskivling ingår i släktet flugsvampar och familjen Amanitaceae.  Arten är reproducerande i Sverige. Inga underarter finns listade i Catalogue of Life.

## Bildgalleri

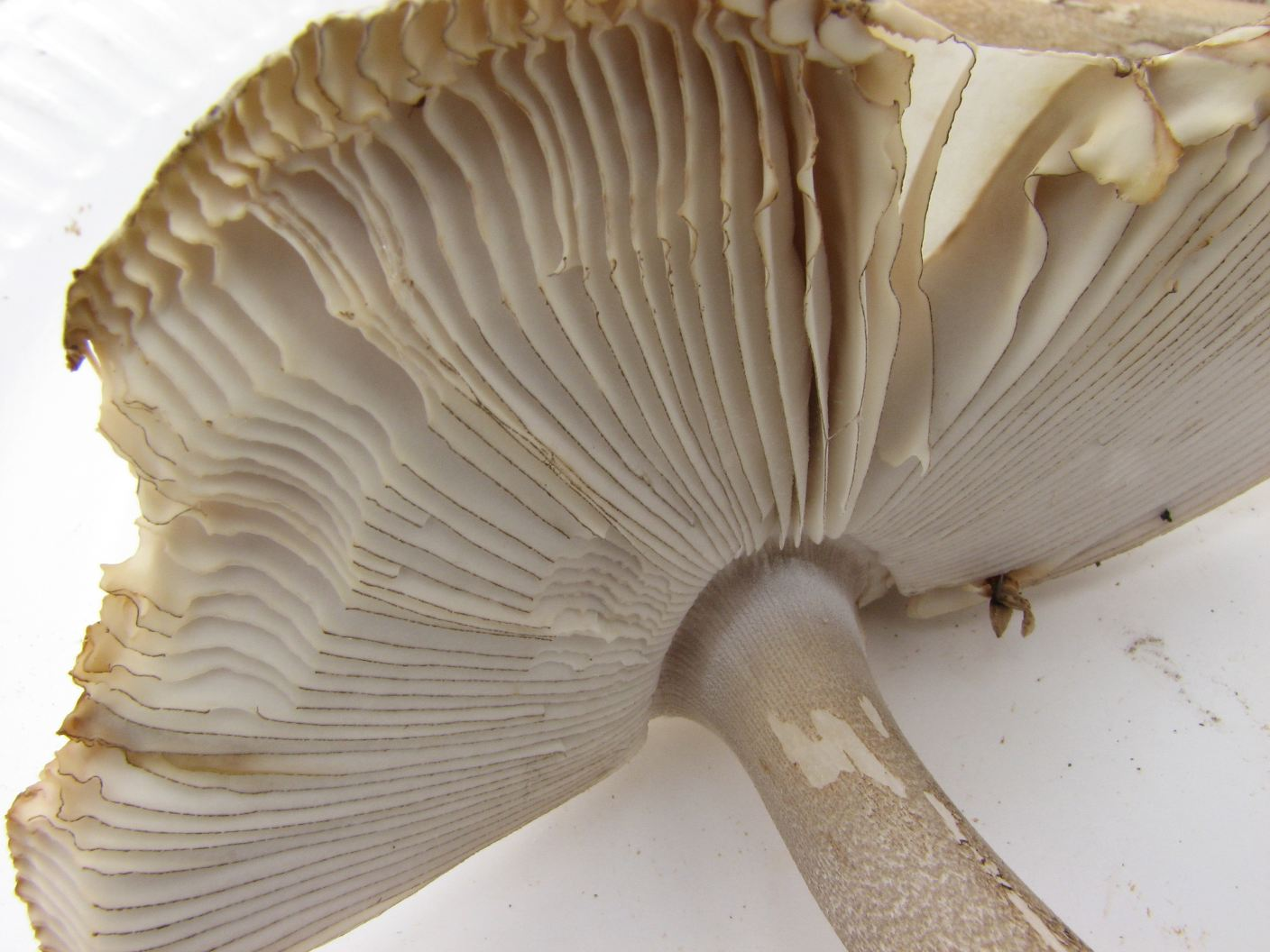
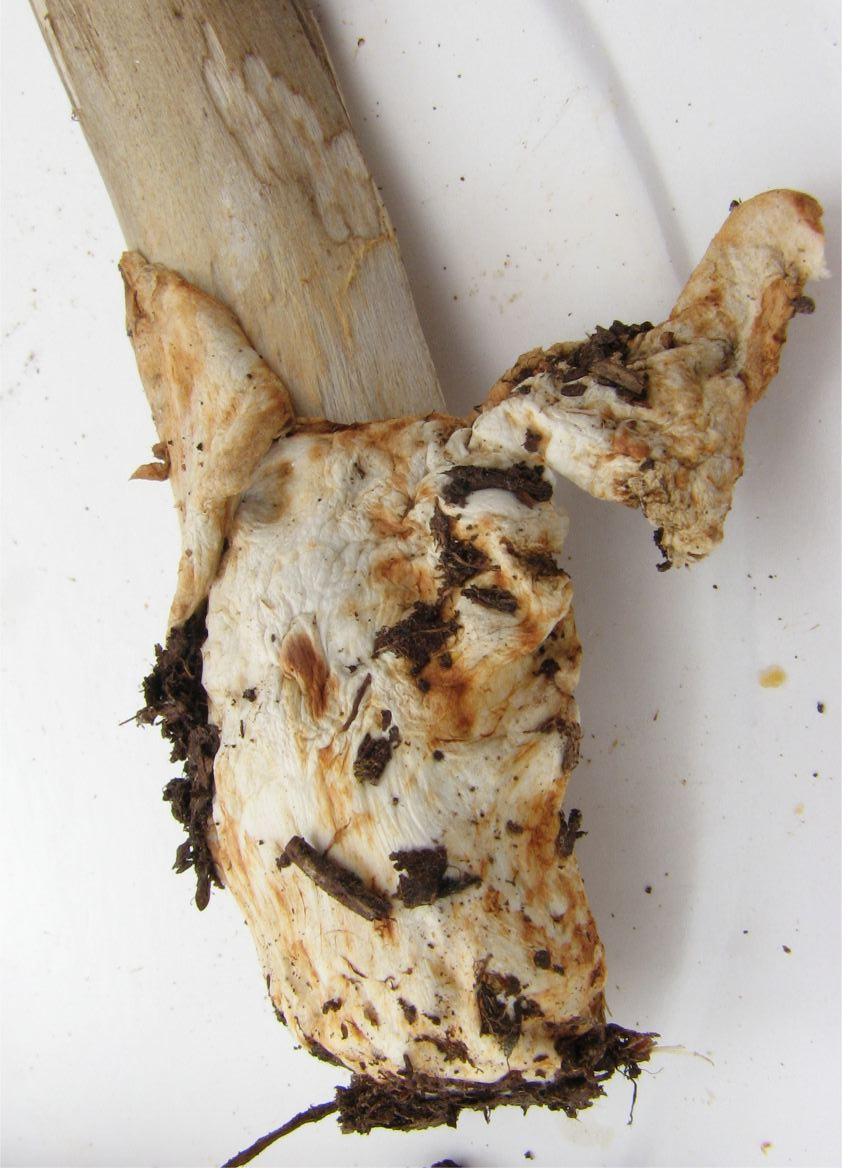
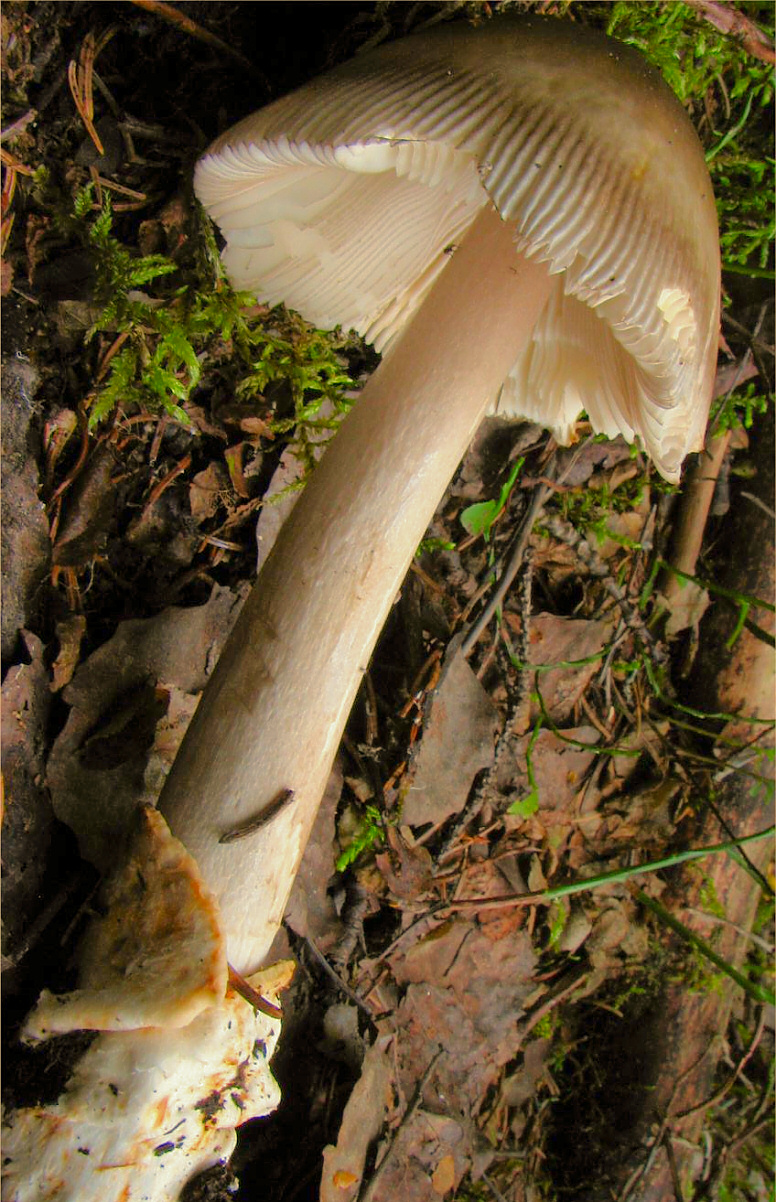